# 関口祐弘
関口 祐弘（せきぐち ゆうこう、1939年〈昭和14年〉2月12日 - 2005年〈平成17年〉2月9日）は、日本の警察官僚。第17代警察庁長官（在任1997年 - 2000年）。東京都出身。従三位瑞宝重光章。

## 来歴
都立大学附属高校を経て、1963年に東京大学法学部卒業。同年、警察庁に入庁。山梨県警察本部長、警察庁刑事局保安部長、大阪府警察本部長、警察庁長官官房長、警察庁次長などを歴任。警察庁長官狙撃事件を受け、國松孝次の後任として1997-2000年まで警察庁長官を務めた。
オウム真理教事件の捜査を指揮、通信傍受法を成立させた。1999年には覚醒剤を使用した警察官の隠蔽を初めとする神奈川県警察の不祥事が明らかになるなど、全国で警察不祥事が相次いだ。そのため2000年1月に引責辞任に追いこまれたとされる。後任は、警察庁次長だった田中節夫（退任後はJAF会長）。
退任後、警察共済組合理事長。2005年2月9日、肺がんのため在職中に死去。65歳没。